# Bonnie Blair
Bonnie Kathleen Blair, född den 18 mars 1964 i Cornwall-on-Hudson, USA, är en amerikansk skridskoåkare.
Blair tog OS-guld på damernas 500 meter och även OS-brons på dubbla distansen i samband med de olympiska skridskotävlingarna 1988 i Calgary.
Hon tog OS-guld på damernas 500 meter och även OS-guld på dubbla distansen i samband med de olympiska skridskotävlingarna 1992 i Albertville.
Därefter tog hon OS-guld för tredje gången på 500 meter och även nytt OS-guld även på dubbla distansen i samband med de olympiska skridskotävlingarna 1994 i Lillehammer.
Bonnie Blair blev tilldelad Oscar Mathisens pris, den så kallade "Oscarstatuetten", 1992.